# 许恪士
许恪士（1895年—1967年），名本震，字恪士，男，安徽歙县人，中华民国教育学家，曾任臺灣省政府教育廳廳長、国立中央大学教授。